# رئیس‌جمهور ارمنستان
رئیس‌جمهور ارمنستان (به ارمنی: Հայաստանի Հանրապետության Նախագահ) رئیس حکومت و فرمانده کل قوا در جمهوری ارمنستان محسوب می‌شود.
| # | نام                       | تصویر | Elected   | شروع سمت       | پایان سمت    | جناح سیاسی              |
| - | ------------------------- | ----- | --------- | -------------- | ------------ | ----------------------- |
|   | لوون تر-پتروسیان (۱۹۴۵–)  |       | ۱۹۹۱ ۱۹۹۶ | ۱۱ نوامبر ۱۹۹۱ | ۳ فوریه ۱۹۹۸ | جنبش ملی پان ارمنی      |
|   | روبرت کوچاریان (۱۹۵۴–)    |       | ۱۹۹۸ ۲۰۰۳ | ۴ فوریه ۱۹۹۸   | ۹ آوریل ۲۰۰۸ | مستقل                   |
|   | سرژ سارگسیان (۱۹۵۴–)      |       | 2008 2013 | ۹ آوریل ۲۰۰۸   | ۹ آوریل ۲۰۱۸ | حزب جمهوری‌خواه ارمنستان |
|   | آرمن سارگسیان (۱۹۵۳–)     |       | ۲۰۱۸      | ۹ آوریل ۲۰۱۸   | ۱ فوریه ۲۰۲۲ | مستقل                   |
|   | آلن سیمونیان (۱۹۸۰–)      |       | موقت      | ۱ فوریه ۲۰۲۲   | ۱۳ مارس ۲۰۲۲ | پیمان مدنی              |
|   | واهاگن خاچاطوریان (۱۹۵۹–) |       | ۲۰۲۲      | ۱۳ مارس ۲۰۲۲   | متصدی        | مستقل                   |